# 유럽 표준화 기구

유럽 표준화 기구의 회원국들

유럽 표준화 기구 또는 유럽 표준화 위원회(European Committee for Standardization, CEN, 프랑스어: Comité Européen de Normalisation)는 유럽 단일 시장과 더 넓은 유럽 대륙의 경제를 글로벌 무역, 유럽 시민의 복지 및 환경에 육성하는 것을 임무로 하는 공공 표준화 기구이다. 일관된 표준 및 사양 세트의 개발, 유지 관리 및 배포를 위해 이해 당사자에게 효율적인 인프라를 제공한다.
CEN은 1961년에 설립되었다. 34개 국가 회원이 함께 협력하여 상품과 서비스에 대한 유럽 내부 시장을 구축하고 세계 경제에서 유럽을 위치시키기 위해 다양한 부문에서 유럽표준(European Standards, EN)을 개발한다. CEN은 유럽 연합, 유럽 자유 무역 협회 및 영국에 의해 공식적으로 유럽 표준 기관으로 인정되었다. 다른 공식 유럽 표준 기관으로는 유럽전기기술표준화위원회(CENELEC)와 유럽전기통신표준협회(ETSI)가 있다.
60,000명이 넘는 기술 전문가와 비즈니스 연합, 소비자 및 기타 사회적 이익 단체가 4억 6천만 명이 넘는 사람들에게 도달하는 CEN 네트워크에 참여하고 있다. CEN은 전기기술(CENELEC) 및 통신(ETSI) 이외의 분야에서 공식적으로 인정받은 표준화 대표자이다. 1999년 2월 12일, 유럽 의회는 결의안에서 CEN, CENELEC 및 ETSI가 원활하게 협력하며 세 표준화 기관의 합병이 명확한 이점을 갖지 못할 것이라고 언급했다.
30개 국가 회원으로 구성된 표준화 기관은 유럽 연합의 27개 회원국, 유럽자유무역연합(EFTA)의 3개 국가, 영국 및 유럽 경제에 고도로 통합된 기타 국가를 대표한다. CEN은 자유 무역, 근로자와 소비자의 안전, 네트워크 상호 운용성, 환경 보호, 연구 개발 프로그램 활용 및 공공 조달을 촉진하는 기술 표준(EN 표준)을 통해 유럽 연합 및 유럽 경제 지역의 목표에 기여하고 있다. 조화된 표준의 예로는 건설에 사용되며 건설 제품 지침에 나열된 재료 및 제품에 대한 표준이 있다. CE 마크는 제품이 모든 관련 EU 지침을 준수한다는 제조업체의 선언이다.
CEN(CENELEC과 함께)은 광범위한 부문에 걸쳐 유럽 표준 및 기타 기술 사양 개발을 위한 CEN/CENELEC 플랫폼을 제공하고 표준이 관련 EU 법률과 일치하도록 보장한다.
CEN(CENELEC과 함께)은 제품 및 서비스에 대한 자발적 품질 마크인 키마크(Keymark)를 소유하고 있다. 키마크가 있는 제품은 유럽 표준을 준수함을 입증한다.

## 같이 보기
- Ecma 인터내셔널
- 유럽 전기 통신 표준 협회
- 국제 표준화 기구